# LG G 비스타 2
LG G 비스타 2는 LG전자가 2015년 11월 5일에 미합중국 AT&T 전용으로 출시한 중저가형 패블릿 스마트폰이다. G 비스타의 후속작으로 성능이 대폭 향상되었으며, 스타일러스 펜이 추가되었다. G 비스타가 한국에는 GX2라는 이름으로 출시되었기 때문에 G 비스타 2도 GX3라는 이름으로 출시된다는 루머가 돌기도 하였으나 결국 출시되지 않았다.

## 운영 체제 / 소프트웨어

### 안드로이드 5.1 롤리팝
LG G 비스타 2는 안드로이드 5.1 롤리팝을 탑재하여 출시되었다.

### 안드로이드 6.0.1 마시멜로
LG전자는 2016년 4월 22일, G 비스타 2에 안드로이드 6.0.1 마시멜로를 배포했다.

## 특수 기능

### 레이저 오토 포커스
레이저를 이용해서 사진의 초점을 빠르게 잡는 기능이다. 야간 촬용 시 피사체의 위치를 찾기 어려울 때 유용하며, LG G3에서 먼저 사용되었다.

## 액세서리

### 스타일러스 펜
G 스타일로의 것과 비슷하며 펜촉이 고무로 이루어진 러버듐 펜이다.

## 색상
- 메탈릭 블랙

## 같이 보기
- LG G4
- LG G 비스타
- LG G 스타일로